# Beilschmiedia glabra
Beilschmiedia glabra är en lagerväxtart som beskrevs av André Joseph Guillaume Henri Kostermans. Beilschmiedia glabra ingår i släktet Beilschmiedia och familjen lagerväxter. Inga underarter finns listade i Catalogue of Life.